# تینجا-رییکا کورپلا
تینجا-رییکا کورپلا (انگلیسی: Tinja-Riikka Korpela؛ زادهٔ ۵ مهٔ ۱۹۸۶) بازیکن فوتبال اهل فنلاند است.
از باشگاه‌هایی که در آن بازی کرده‌است می‌توان به باشگاه فوتبال زنان تیرسو و باشگاه فوتبال زنان بایرن مونیخ اشاره کرد.
وی همچنین در تیم ملی فوتبال زنان فنلاند بازی کرده‌است.